# ぼのぼの (2016年のテレビアニメ)
『ぼのぼの』は、いがらしみきおによる同名の4コマ漫画を原作とするテレビアニメである。
本作は、2016年4月2日からフジテレビ系列などで8分枠の短編アニメとして放送されているほか、フジテレビオンデマンドでも配信されている。
2017年には、日本各地のプラネタリウムにて『ぼのぼの 宇宙から来たともだち』（以下：宇宙から来たともだち）というアニメ映画が上映された。本項では、『宇宙から来たともだち』についても解説する。

## 概要
本作は、原作から多少の改変やオリジナルエピソード・オリジナルキャラクターの追加はあるものの、テレビアニメ第1作と比べると、第1作の雰囲気を受け継ぎつつも、原作に準拠したストーリー構成となっている。また、第274話のようにギャグ色の強いスピンオフ漫画『ぼのぼのs』を原典としたエピソードや、第135話のように映画2作目の『ぼのぼの クモモの木のこと』のオリジナルキャラクター ポポくんが登場するエピソードもある。この他、第81話から『ぼのちゃん』もアニメ化され、枠内で定期的に新作エピソードが制作・放映されている。

## 制作

### 企画・スタッフィング
アニメーション制作は劇場版及び第1作目を手掛けたグループ・タック（2010年に準自己破産）からエイケンに変更となった。当時、エイケンのプロデューサーであった松下洋子は、『鉄人28号ガオ!』（2013年 - 2016年放送）の後番組の原作となる漫画を探していた。だが、この当時の漫画は、面白いものの厭世的な内容が多く、ファミリー向けのアニメにするには厳しいと感じていた。その時、『ぼのぼの』のグッズが女性に人気であることを知る。同作は読者層が幅広く、読後感もよいため、エイケンの得意とするファミリー向けのアニメにできると思っていたと松下は2016年のまんたんウェブとのインタビューの中で振り返っている。
一方、アニメ監督の山口秀憲は、原作の『ぼのぼの』のファンであり、同作のアニメ化の企画を聞いて立候補した。その他メインスタッフは『鉄人28号ガオ!』からほぼそのままスライドしている。また、各話演出・作画には第1作目に参加した経験があるスタッフも名を連ねている。

### 演出
制作にあたり心掛けていることとして、山口は「地に足のついた実写のようなイメージで作っています。」とまんたんウェブとのインタビューの中で話している。また、山口は「難しいのは、アニメで説明しすぎると、原作の持つ世界観が壊れるので、なるべく一言で説明するのはもちろん、笑い、間、モノローグ、背景を駆使して、説明せずともわかってもらうように工夫しています。」とも話しており、同様の理由から原作に存在するナレーションは用いていないとしている。また、松下はキャストの声を当てて初めて判明することが多く、その影響で脚本やシナリオの内容を変更することもあると話している。
一方、新型コロナウイルスが流行していた2021年12月に放送された第287話「新しい病気」および288話「泣き病はどこに行った」は、放送当時の状況を想起させる場面があり、出演者の中には制作陣のチャレンジ精神を見出す者もいた。

### 演技・キャスティング
本作では、これまでのアニメ化作品とは異なるキャスティングとなった。主人公・ぼのぼの役には舞台俳優の雪深山福子が起用された。
雪深山は役が決まった時点では俳優になるための専門学校の修了公演の稽古の途中であり、かつその演目が叫ぶ場面の多い内容だったため、アフレコをするまでに声が枯れないか心配していたと2021年のインタビューの中で振り返っている。また、雪深山は本作が声優デビュー作であり、声優としての勉強もしたことがなかったため、あまり実感がなく、夢見心地のまま収録に臨んだと話している。新型コロナウイルスの蔓延に伴う分散収録の一環として単独で収録する機会が出てきてからは、「何かを心掛ける」というのをやめ、ぼのぼのが「誰」と「何」を話しているのかということに集中して、用意された台詞がリアルタイムの会話になるよう演じていると雪深山は話している。前述の理由から台詞数が限られているため、取り直しも多かったと山口は話しており、「短いと一言に気持ちを乗せてくる場合が多いのですが、それだと（表現しすぎて）『違う！』となるんですよね。」と話している。また、良い言葉があるとかっこよく言ってしまうという人間の心理もあるため大変だったと山口は振り返っている。
また、スナドリネコさんなどを演じる黒藤結軌も、本作が声優デビュー作となる。
一部の回では、ゲストキャラクターが登場し、人気声優や有名人が声を当てることもある。たとえば、2018年1月6日に放送された第91話「しあわせのテントウムシ」では、お笑いコンビ・アンジャッシュの児嶋一哉がテントウムシ役で出演した。また、同年放送された第135話「ポポくんの挑戦」では、CG映画『ぼのぼの クモモの木のこと』よりポポくんがゲスト扱いで登場した。声優も小桜エツコが続投した他、監督を務めたクマガイコウキが同回の脚本を担当した。ポポくんを登場させた理由について、クマガイは「『クモモの木のこと』で、ポポくんは、とても重い宿命を背負ったキャラクターでした。[中略]そんなポポくんを、私はいつかぜひ『ぼのぼのの森で楽しく暮らしてる子』として、改めて迎え入れて上げたかった。[後略]」といがらしの公式ページ「ぼのねっと」にて明らかにしている。
2021年の放送分からゲスト出演回が増加している。中村悠一は、同年6月の放送分にてアニメオリジナルキャラクターのでっぷと、原作からのキャラクターであるテン助の2役を演じた。この時点でエイケン側のプロデューサーとして参加していた貝田貴仁は、もともと中村の出演を希望していたところ、これら2名がイメージと合っていたことからオファーしたと、アニメ専門ニュースサイト「アニメ!アニメ!」に寄せたコメントの中で明らかにしている。
2021年9月25日放送分からの4話分では、主題歌を担当するバンドMASOCHISTIC BONO BANDの縁から神谷浩史と小野大輔が彼らをイメージしたキャラクター（ロッシ＆ダイス）となってゲスト出演した。神谷と小野は2022年12月10日放送分から4話分に再び同じ役で出演したほか、第338話ではMBBのメンバーがやはりそれぞれをイメージしたキャラクターとなって声優に挑戦した。神谷浩史は2022年の「Realsound」とのインタビューの中で、「初めて登場した際、再登場してもおかしくない終わり方だったため、再登場して嬉しかった」と話す一方、再登場時のテスト収録の際音響監督から「もう少しお調子者だった」と言われたと振り返っている。小野も同じインタビューの中で再登場して嬉しかったと話し、「[前略]ああ見えて若いんでしょうね。そういう良くも悪くも青い部分を感じながら演じました。」と語っている。

## スタッフ（2024年現在）
- 原作 - いがらしみきお
- プロデューサー - 滝澤美衣奈（フジテレビ）、貝田貴仁[8]（エイケン）、三井洋子（エイケン）
- シリーズ構成 - 広田光毅
- キャラクターデザイン - 関口優花
- 美術監督 - 川上裕子
- 色彩設計 - 飯田才妃子
- 撮影監督 - 坂本裕一
- 編集 - 牧岡栄吾
- 音響監督 - 横田知加子
- 効果 - 今野康之
- 音響制作担当 - 郡司哲也
- 音響制作 - グロービジョン
- 音楽 - 若林タカツグ
- 監督 - 山口秀憲
- 作画協力 - ゆめ太カンパニー
- 原作協力 - 竹書房（ぼのぼのがかり：伊藤明博）、アイ・エム・オー、オフィス・コウキ
- 制作 - フジテレビ、エイケン

### スタッフ（歴代）
- プロデューサー（フジテレビ） - 原大輔、前田泰成、大黒啓一郎、田上向日葵
- プロデューサー（エイケン） - 松下洋子、清水菜未
- 美術監督 - 小日向乃理子
- 色彩設計 - 千代間由佳
- 編集 - 川名雅彦、岡田輝満
- 効果 - 宅間麻姫
- 音響制作担当 - 伊藤映里、中村梨沙、藤代早紀
- 文芸 - 野坂律子

## 主題歌
「bonobonoする」（2016年4月 - 2020年12月）
作詞・作曲・編曲：桃野陽介 / 歌：モノブライト
「ぼのぼのロックンロール」（2021年1月 - 2024年6月）
作詞：裕野 / 作曲・編曲：関口晶大 / 歌：MASOCHISTIC BONO BAND
「The Walk」（2024年7月 - ）
作詞：SHOKICH / 作曲：Andy Love / 作曲・編曲：Geek Boy Al Swettenham / 歌：LIL LEAGUE

## 声の出演

### レギュラー・準レギュラー（2024年現在）
| 役名                              | 担当声優     | 備考（兼ね役） |
| --------------------------------- | ------------ | --- |
| ぼのぼの                          | 雪深山福子   | ポテ助くん、カマチョ先生、モンちゃん |
| シマリスくん                      | 雄賀多あや   | プレーリードッグくん |
| アライグマくん                    | 高野慎平     | ゴンゾ、アッビアくん |
| スナドリネコさん                  | 黒藤結軌     | しまっちゃうおじさん、ピッポさん、 ボーズくんのお父さん、ビーバーさん、 スカーさん、シュモクザメ                                                                        |
| ぼのぼののお父さん（2代目）       | 中野健治     | クズリくんのお父さん（2代目） |
| アライグマくんのお父さん（2代目） | 岡田雄樹     | カシラ(2代目)、ピッポさんのおとうさん |
| ショーねえちゃん                  | 重松朋       | クズリくん、フェネギーくん、 コヒグマくん、シマリスくんのお母さん、 アライグマくんのお母さん、 フェネギーくんのお母さん、 ボーズくんのお母さん、レリちゃん、 マホモくん |
| ダイねえちゃん                    | あらいしずか | アナグマくん、ヒグマさん、キツネさん、 ボーズくん、ポポスくん、ペンギンくん、 ウノ、サノ、アソビちゃん、シシーくん、 コレッキオくん、ポイプくん、旅羊さん               |
| ヒグマの大将                      | 小手川拓也   | シマリスくんのお父さん、 ヤマビーくん、フェネギーくんのお父さん、 アナグマくんのお父さん、スレイさん、スースさん、グラペロスさん                                        |
| ※太字は登場頻度の高い登場人物。   |              | |

### 準レギュラー（過去）
| 役名                             | 担当声優 | 備考（兼ね役）                                                                                         |
| -------------------------------- | -------- | --- |
| アライグマくんのお父さん（初代） | 粟津貴嗣 | カシラ、イノシシ、夏屋さん、冬屋さん、 リスのおじいさん、オルー、ナムホさん、 スーハさん、ジロッキさん |
| ぼのぼののお父さん（初代）       | 伊東孝明 | クズリくんのお父さん（初代）、イタチのおっさん、 ベーヤンさん、ウレハンドロさん、長老                  |
| ※太字は登場頻度の高い登場人物。  |          | |

### ゲスト
| 役名                   | 担当声優   | 備考 |
| ---------------------- | ---------- | --- |
| テントウムシ           | 児嶋一哉   | 第91話。 |
| ポポくん               | 小桜エツコ | 第135話、第394話。 CG映画『ぼのぼの クモモの木のこと』の登場人物。                                               |
| ガチャピンくん         | ガチャピン | 第191話 - 第192話。コラボレーション企画による特別出演。 担当声優非公表のため、キャラクター名義でクレジット。     |
| ムックくん             | ムック     | 第191話 - 第192話。コラボレーション企画による特別出演。 担当声優非公表のため、キャラクター名義でクレジット。     |
| イケケさん             | 高木渉     | 第241話 - 第244話。                                                                                              |
| ボボイさん             | 宮本充     | 第241話 - 第244話。                                                                                              |
| でっぷさん             | 中村悠一   | 第261話 - 第262話。                                                                                              |
| テン助さん             | 中村悠一   | 第263話 - 第264話。                                                                                              |
| ロッシさん             | 神谷浩史   | 第277話 - 第280話、第337話 - 第340話、第385話 - 第388話。                                                        |
| ダイスさん             | 小野大輔   | 第277話 - 第280話、第337話 - 第340話、第385話 - 第388話。                                                        |
| シマリスくんのお兄さん | 花江夏樹   | 第325話 - 第328話。                                                                                              |
| クマヒゲ               | DO-S       | 第338話。MASOCHISTIC BONO BANDのメンバー。                                                                       |
| キリン                 | 3M         | 第338話。MASOCHISTIC BONO BANDのメンバー。                                                                       |
| クジャク               | YAGI84     | 第338話。MASOCHISTIC BONO BANDのメンバー。                                                                       |
| ブタ                   | CHANKO     | 第338話。MASOCHISTIC BONO BANDのメンバー。                                                                       |
| メイちゃん キラちゃん  | 種﨑敦美   | 第366話 - 第368話。鳥羽水族館とのコラボレーション企画。 メイちゃん・キラちゃんのデザインはいがらしみきおが担当。 |
| 飼育員さん             | 石原良浩   | 第368話。鳥羽水族館でメイ・キラを担当している飼育員。                                                            |

## 各話リスト
- 放送日時はフジテレビ（制作局、関東地区）のもの。
- サブタイトルはぼのぼの役の雪深山福子が読み上げる[注 5][注 6]。
- 特番などによる放送休止は以下の通り。
  - 2016年4月16日…当日未明に平成28年熊本地震の本震とみられる地震が発生したことに伴う、報道特別番組放送のため1週順延。
  - 2016年12月31日…各局年始特番編成のため休止
  - 2018年3月24日…『内田康夫サスペンス 浅見光彦シリーズ』再放送（3:30 - 5:10）のため休止[20]。
  - 2021年1月2日…『皇室ご一家』新春スペシャル2021（5:00 - 5:40）のため休止。
  - 2021年3月27日…『2021年世界フィギュアスケート選手権　女子フリー』（3:55 - 6:00）のため休止。
  - 2022年1月1日…『千鳥のクセがスゴいネタGP新春SP』（5:00 - 6:55）のため休止。
  - 2022年3月26日…『2022年世界フィギュアスケート選手権　女子フリー』（3:55 - 6:00）のため休止。
  - 2022年12月3日…2022 FIFAワールドカップ セルビア × スイス（3:40 - 6:10）のため休止[21]。
  - 2022年12月31日…『1月2日よる放送！千原ジュニアの座王』（関西テレビ制作、4:55 - 5:55）のため、休止[22]。
  - 2023年12月30日…『藤井聡太 八冠』（東海テレビ制作、4:55 - 5:55）のため、休止[23]。

## 放送局
| 放送期間                                    | 放送時間                          | 放送局         | 対象地域   | 備考 |
| ------------------------------------------- | --------------------------------- | -------------- | ---------- | --- |
| 2016年4月2日 - 2018年3月31日 2018年4月7日 - | 土曜 4:52 - 5:00 土曜 5:22 - 5:30 | フジテレビ     | 関東広域圏 | 制作局。字幕放送                                                                                                  |
| 2016年4月9日 - 2018年3月31日                | 土曜 4:51 - 4:59                  | 東海テレビ     | 中京広域圏 | |
| 2017年4月2日 - 5月28日                      | 日曜 5:22 - 5:30                  | 青森テレビ     | 青森県     | TBS系列 |
| 2018年4月1日 - 9月30日                      | 日曜 6:15 - 6:29                  | 新潟総合テレビ | 新潟県     | 2話連続放送。第54話で打ち切り                                                                                     |
| 2016年5月8日 - 2019年7月7日                 | 日曜 10:30 - 10:39                | アニマックス   | 日本全域   | CS放送。字幕放送 第156話まで放送後、最終日は第53話を再放送して打ち切り 現在は傑作選のほか、再放送が行われている。 |

| フジテレビ 土曜4:52 - 5:00枠                                          | フジテレビ 土曜4:52 - 5:00枠              | フジテレビ 土曜4:52 - 5:00枠                    |
| 前番組                                                                | 番組名                                    | 次番組                                          |
| --------------------------------------------------------------------- | ----------------------------------------- | ----------------------------------------------- |
| 鉄人28号ガオ! （2013年4月6日 - 2016年3月26日）                        | ぼのぼの （2016年4月2日 - 2018年3月31日） | DJモノフェスタ （2018年4月7日 - ） ※4:10 - 5:20 |
| フジテレビ 土曜5:22 - 5:30枠                                          |                                           |                                                 |
| 新・週刊フジテレビ批評 （2009年10月3日 - 2018年3月31日） ※5:00 - 6:00 | ぼのぼの （2018年4月7日 - ）              | -                                               |

## Blu-ray / DVD
| 巻 | 発売日         | 収録話            | 規格品番     | 規格品番   | 規格品番   | 規格品番   |
| 巻 | 発売日         | 収録話            | BD特装版     | BD通常版   | DVD特装版  | DVD通常版  |
| -- | -------------- | ----------------- | ------------ | ---------- | ---------- | ---------- |
| 1  | 2016年9月23日  | 第1話 - 第13話    | TSBS-80026   | TSBS-80025 | TSDS-75452 | TSDS-75451 |
| 2  | 2016年12月24日 | 第14話 - 第26話   | TSBS-80029   | TSBS-80028 | TSDS-75454 | TSDS-75453 |
| 3  | 2017年3月24日  | 第27話 - 第39話   |              | TSBS-80030 |            | TSDV-61053 |
| 4  | 2017年7月5日   | 第40話 - 第52話   | TSBS-80031   | TSDV-61066 |            |            |
| 5  | 2017年10月4日  | 第53話 - 第65話   | TSBS-80032   | TSDV-61084 |            |            |
| 6  | 2017年12月22日 | 第66話 - 第78話   | TSBS-80033   | TSDV-61122 |            |            |
| 7  | 2018年3月23日  | 第79話 - 第91話   | TSBS-80034   | TSDV-61123 |            |            |
| 8  | 2018年7月3日   | 第92話 - 第104話  | TSBS-80035   | TSDV-61132 |            |            |
| 9  | 2018年10月2日  | 第105話 - 第117話 | TSBS-80036   | TSDV-61147 |            |            |
| 10 | 2018年12月21日 | 第118話 - 第130話 | TSBS-80043   | TSDV-61189 |            |            |
| 11 | 2019年3月22日  | 第131話 - 第143話 | TSBS-80044   | TSDV-61190 |            |            |
| 12 | 2019年7月2日   | 第144話 - 第156話 | TSBS-80051   | TSDV-61214 |            |            |
| 13 | 2019年10月2日  | 第157話 - 第169話 | TSBS-80053   | TSDV-61225 |            |            |
| 14 | 2019年12月20日 | 第170話 - 第182話 | TSBS-80054   | TSDV-61245 |            |            |
| 15 | 2020年3月21日  | 第183話 - 第195話 | TSBS-80057   | TSDV-61264 |            |            |
| 16 | 2020年7月3日   | 第196話 - 第208話 | TSBS-80058   | TSDV-61286 |            |            |
| 17 | 2020年12月2日  | 第209話 - 第221話 | TSBS-80061   | TSDV-61314 |            |            |
| 18 | 2021年3月19日  | 第222話 - 第234話 | TSBS-80062   | TSDV-61333 |            |            |
| 19 | 2021年7月2日   | 第235話 - 第247話 | TSBS-80064   | TSDV-61350 |            |            |
| 20 | 2021年10月6日  | 第248話 - 第260話 | TSBS-80066   | TSDV-61364 |            |            |
| 21 | 2021年12月22日 | 第261話 - 第273話 | （発売なし） | TSDV-61385 |            |            |
| 22 | 2022年3月25日  | 第274話 - 第286話 | （発売なし） | TSDV-61402 |            |            |
| 23 | 2022年7月6日   | 第287話 - 第299話 | （発売なし） | TSDV-61416 |            |            |
| 24 | 2022年10月5日  | 第300話 - 第312話 | （発売なし） | TSDV-61431 |            |            |
| 25 | 2022年12月23日 | 第313話 - 第325話 | （発売なし） | TSDV-61453 |            |            |
| 26 | 2023年3月24日  | 第326話 - 第338話 | （発売なし） | TSDV-61464 |            |            |
| 27 | 2023年7月5日   | 第339話 - 第351話 | （発売なし） | TSDV-61477 |            |            |
| 28 | 2023年10月4日  | 第352話 - 第364話 | （発売なし） | TSDV-61489 |            |            |
| 29 | 2023年12月22日 | 第365話 - 第377話 | （発売なし） | TSDV-61510 |            |            |
| 30 | 2024年3月22日  | 第378話 - 第390話 | （発売なし） | TSDV-61525 |            |            |
| 31 | 2024年7月3日   | 第391話 - 第403話 | （発売なし） | TSDV-61537 |            |            |
| 32 | 2024年10月2日  | 第404話 - 第416話 | （発売なし） | TSDV-61548 |            |            |

## 反響
本作の放送の少し前には、第1作をもとにしたLINEスタンプが発売されていたこともあり、本作がこれとは異なるキャスティングとなったことには賛否両論が巻き起こった。
一方で前作アニメより原作に忠実な点や、新規層取り入れのためゲストキャラクターも凝っている点等から一定の成果を上げており、ショートアニメながら300話以上、7年以上放送されている長寿番組の一つとなっている。

## プラネタリウム
『ぼのぼの 宇宙から来たともだち』は、2017年に上映されたプラネタリウム向けのアニメ映画である。上映時間22分。同作はテレビアニメ第2作をベースとしている。
同作は、ぼのぼのと仲間たちが、ぼのぼのに似た宇宙人・ボノボーノとともに、「宇宙のヘンなモノ」を探しに地球を飛び出し、宇宙を探検する様子を描いている。

### スタッフ（プラネタリウム）
- 監督 - 片貝慎[28]
- 脚本 - 広田光毅[28]
- キャラクターデザイン - 関口優花
- 作画監督 - 西野理恵
- 美術設定 - 小日向乃理子
- 美術監督 - 佐藤正浩
- 色彩設計 - 千代間由佳
- 撮影監督 - 松崎信也
- 音楽 - 若林タカツグ
- 音響監督 - 横田知加子（グロービジョン）
- サウンドデザイン - SCアライアンス
- 制作 - エイケン
- アニメーション制作協力 - TYOアニメーションズ
- 製作 - ぼのぼのプラネット製作委員会（竹書房、五藤光学研究所、フジテレビジョン、TYOアニメーションズ、エイケン）
- 配給 - 五藤光学研究所

### 上映一覧
| 上映地域 | 上映館                                   | 上映期間                       | 備考 |
| -------- | ---------------------------------------- | ------------------------------ | ---- |
| 東京都   | 品川区立五反田文化センター               | 2017年9月16日 - 10月9日        |      |
| 神奈川県 | 伊勢原市立子ども科学館                   | 2017年12月16日 - 2018年3月25日 |      |
| 宮城県   | 仙台市天文台                             | 2018年4月1日 - 7月18日         |      |
| 岐阜県   | 岐阜市科学館                             | 2018年4月1日 - 2019年4月7日    |      |
| 東京都   | 府中市郷土の森博物館                     | 2018年5月9日 - 7月18日         |      |
| 福井県   | 福井市自然史博物館分館セーレンプラネット | 2018年6月2日 - 11月25日        |      |
| 愛知県   | 夢と学びの科学体験館                     | 2018年7月14日 - 2019年1月17日  |      |
| 愛知県   | 半田空の科学館                           | 2018年7月15日 - 2019年1月17日  |      |
| 石川県   | いしかわ子ども交流センター               | 2018年7月21日 - 8月31日        |      |
| 岩手県   | 盛岡市こども科学館                       | 2019年1月4日 - 3月31日         |      |
| 福岡県   | 福岡県青少年科学館                       | 2019年2月2日 - 7月28日         |      |
| 三重県   | 四日市市立博物館                         | 2019年3月16日 - 7月28日        |      |
| 福岡県   | 北九州市立児童文化科学館                 | 2019年12月14日 - 2020年8月25日 |      |
| 福島県   | 福島市子どもの夢を育む施設こむこむ       | 2021年7月1日 - 11月29日        |      |
| 香川県   | 瀬戸大橋記念館                           | 2024年7月20日 - 2025年7月19日  |      |